# 松木宗条
松木 宗条 （まつのき むねなが）は、江戸時代前期から中期にかけての公卿。左近衛中将・松木宗保の子。官位は正二位・内大臣。松木家22代。初名は宗良（むねよし）。

## 官歴
『公卿補任』による
- 寛永7年（1630年） 正月某日：叙爵（従五位下）
- 寛永10年（1633年） 12月29日：元服、従五位上、侍従
- 寛永14年（1637年） 正月5日：正五位下
- 寛永18年（1641年） 12月25日：左近衛少将
- 寛永19年（1642年） 正月5日：従四位下
- 正保2年（1645年） 正月6日：従四位上
- 正保4年（1647年） 4月3日：左近衛中将
- 正保5年（1648年） 正月5日：正四位下
- 承応元年（1652年） 10月21日：蔵人頭。12月21日：正四位上
- 承応3年（1654年） 12月18日：参議、中将如元
- 承応4年（1655年） 2月8日：従三位
- 明暦2年（1656年） 12月26日：権中納言
- 万治2年（1659年） 正月5日：正三位
- 寛文元年（1661年） 12月24日：権大納言
- 寛文2年（1662年） 12月1日：辞権大納言
- 寛文8年（1668年） 12月22日：従二位
- 延宝3年（1675年） 2月26日：正二位
- 貞享5年（1688年） 2月1日：内大臣。2月16日：辞内大臣
- 元禄13年（1700年） 6月26日：薨去（享年76）

## 系譜
- 父：松木宗保
- 母：広橋兼勝の娘[2]
- 妻：河鰭秀子 - 河鰭基秀の娘[2]
  - 男子：松木宗顕[2]（1658-1728）
  - 女子：松木宗子（1658-1732） - 敬法門院、霊元天皇典侍、東山天皇生母
- 生母不明の子女
  - 女子：池尻勝房室[2]